# Grand Junction Canal
Il Grand Junction Canal è un canale in Inghilterra che va da Braunston nel Northamptonshire al fiume Tamigi a Brentford, con una serie di rami. La linea principale fu costruita tra il 1793 e il 1805, per migliorare il percorso dalle Midlands a Londra, bypassando il corso superiore del Tamigi nei pressi di Oxford, accorciando così il viaggio.
Nel 1927 il canale è stato acquistato dalla Regent's Canal Company e, dal 1º gennaio 1929, costituisce la metà meridionale della Grand Union Main Line da Londra a Birmingham. Il canale è molto utilizzato dal traffico turistico.
L'ultima grande impresa di Isambard Kingdom Brunel è stato il compatto Three Bridges, sul canale. I lavori iniziarono nel 1856 e furono completati nel 1859. I tre ponti sono una disposizione sovrapposta che permette di attraversare i percorsi del Grand Junction Canal, Great Western e Brentford Railway e Windmill Lane.

## Storia

### Necessità
Nel 1790, una vasta rete di canali era in funzione, o in costruzione, nelle Midlands. Tuttavia, l'unica via di accesso a Londra era attraverso il canale di Oxford fino al Tamigi a Oxford, e poi giù per il fiume fino alla capitale. Il fiume, in particolare il corso superiore, era in cattive condizioni di navigazione rispetto ai canali moderni. Il fiume soffriva di tratti poco profondi e la scarsità d'acqua che portava a ritardi nelle chiuse, erano frequenti i conflitti con i proprietari dei mulini per l'approvvigionamento idrico.
Nel 1791-1792 sono state effettuate due indagini su una rotta da Brentford sul Tamigi a Braunston sul canale di Oxford, prima da James Barnes e poi da William Jessop. Vi erano altre proposte per un percorso alternativo diretto a Londra, e due disegni di legge furono presentati al Parlamento, ma fu il disegno di legge per il Grand Junction Canal che passò il 30 aprile 1793.

### Costruzione
L'Atto parlamentare ha autorizzato la società a raccogliere fino a 600.000 sterline per finanziare la costruzione della linea principale da dove il ramo orientale del fiume Brent entra nel Tamigi adiacente a Syon Park nella parrocchia di Brentford, fino al canale di Oxford a Braunston. Ha inoltre autorizzato le diramazioni verso Daventry, il fiume Nene a Northampton, verso l'autostrada (ora A5) a Old Stratford, e verso Watford: non sono state costruite quelle verso Daventry e Watford.
William Jessop fu incaricato di occuparsi dei lavori di costruzione che iniziarono quasi immediatamente da entrambi i lati. Il 3 giugno 1793 fu nominato un ingegnere, James Barnes, al tasso di due ghinee (2 sterline e mezzo o due sterline e dieci pence in valuta decimale) al giorno più mezza ghinea (10/6d o 0,525 sterline decimali).

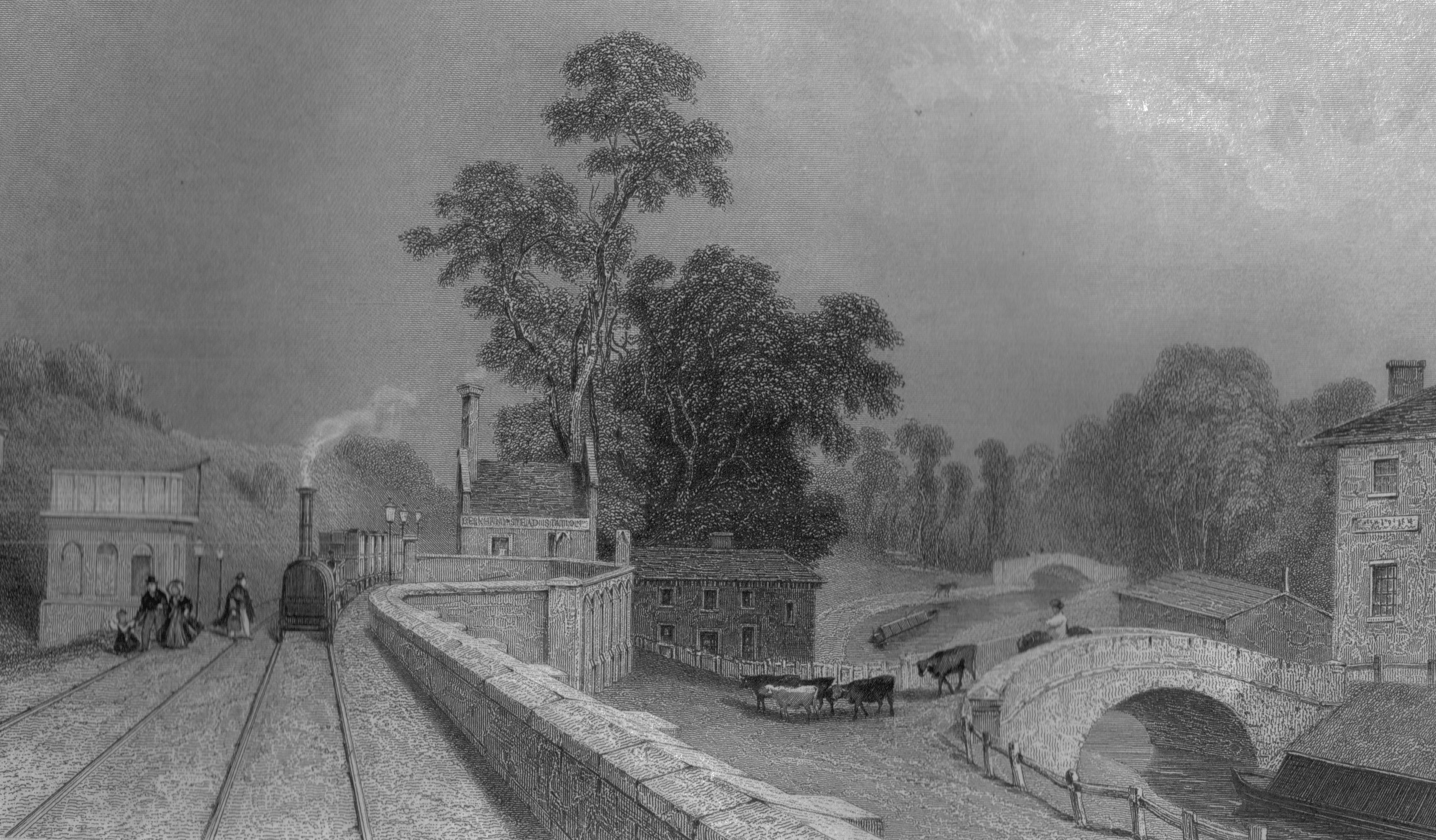
Stazione di Berkhamsted sulla London and Birmingham Railway con il Grand Junction Canal sul lato destro

All'estremità nord, ci sono stati problemi con la costruzione del tunnel di Blisworth: sono state riscontrate sabbie mobili e sono stati commessi errori di allineamento che hanno fatto sì che il tunnel presentasse una pronunciata sinuosità. Con l'apertura del tunnel di Braunston, la linea fu aperta dal canale di Oxford fino a Weedon Bec nel giugno 1796. Tuttavia, il tunnel di Blisworth continuò a causare problemi, collassando nel gennaio 1796. Il canale fu aperto da Braunston a Blisworth nel 1797. Il canale dal Tamigi raggiunse Two Waters vicino a Hemel Hempstead nel 1798, al fiume Bulbourne all'estremità nord della cima del Tring nel 1799, e Stoke Bruerne all'estremità sud del tunnel di Blisworth l'anno successivo.
Così, ad eccezione del tunnel di Blisworth, la linea principale fu completamente aperta nel 1800. Per consentire alle merci di attraversare il varco, nel 1800 fu costruita una strada sopra la cima della collina di Blisworth e, in seguito, su raccomandazione del membro del comitato Joseph Wilkes, Benjamin Outram fu incaricato di costruire una tranvia sopra la collina.
James Barnes ha proposto di ricominciare i lavori del tunnel su una nuova linea. Robert Whitworth e John Rennie sono stati invitati a fornire consulenza e hanno sostenuto questa proposta. Tuttavia, la costruzione della nuova linea non iniziò prima del giugno 1802 e non fu completata fino al marzo 1805.
Inizialmente, nove chiuse sono state utilizzate in una disposizione temporanea per abbassare e sollevare il canale per l'attraversamento del fiume Great Ouse a Wolverton a livello dell'acqua del fiume. Nel 1799, William Jessop progettò un acquedotto in muratura a tre archi e un terrapieno per attraversare il fiume e sostituire le chiuse. Questo è crollato nel 1808, e una vasca di legno è stata utilizzata come sostituzione temporanea. Fu deciso di costruire un acquedotto in ferro, con Benjamin Bevan come ingegnere. La prima pietra per la sostituzione dell'acquedotto fu posata il 9 settembre 1809, e fu aperto il 22 gennaio 1811.
Il Grand Junction Canal aveva ridotto la distanza di Londra dalle Midlands di 97 chilometri (60 mi) - via Oxford e il fiume Tamigi - e reso il viaggio affidabile. Di conseguenza prosperò: nel 1810 trasportò 343.560 tonnellate di merci attraverso Londra, con quantità pressoché uguali in entrata e in uscita dalla capitale.

### Le ramificazioni
L'atto originale del Grand Junction Canal del 1793 autorizzava le diramazioni a Daventry, il fiume Nene a Northampton, al bivio a Old Stratford (a nord-ovest della moderna Milton Keynes), e a Watford nell'Hertfordshire: non furono costruite quelle a Daventry e Watford. Il ramo di Old Stratford è stato modificato prima della sua costruzione (vedi sotto). La diramazione verso Northampton fu ritardata in quanto i piani del Leicestershire and Northamptonshire Union Canal per raggiungere Northampton e quindi unirsi al Grand Junction Canal non ha portato a nulla. Il collegamento a Northampton è stato fatto da una tramvia trasferita dal tunnel di Blisworth, con il canale di 8,0 chilometri (5 mi) da Gayton aperto nel 1815. Il collegamento con Leicester è stato infine raggiunto con l'apertura del Grand Union Canal, che ha preso un percorso più diretto da Foxton nel Leicestershire fino al Grand Junction Canal a Norton Junction.
L'atto del 1794 autorizza tre ulteriori ramificazioni, ad Aylesbury, Buckingham e Wendover. Il raccordo navigabile di 10,5 chilometri (6,5 mi) da Wendover al livello sommitale di Tring fu aperto nel 1799, mentre il ramo di Buckingham lungo 16,9 chilometri (10,5 mi), un'estensione della proposta originaria di collegamento alla strada principale a Old Stratford, fu aperto nel 1801: entrambi caddero in disuso, sebbene il Wendover Arm era in corso di restauro e parte di esso era di nuovo navigabile. Il braccio di Aylesbury doveva diventare una via di transito verso il Tamigi e quindi verso il Wilts and Berks Canal e il canale Kennet e Avon, ma il ramo di 9,7 chilometri (6 mi) nella città, aperto nel 1815, non fu mai esteso.
L'atto dell'aprile 1795 autorizzava un ramo di 21,7 chilometri (13,5 mi) da Bull's Bridge vicino ad Hayes a Paddington: questo fu completato nel 1801 e, con il grande bacino di Paddington e numerosi moli in tutta la sua lunghezza, divenne un'importante via commerciale, tanto più con la successiva apertura del Regent's Canal. Questo ramo fungeva anche da fonte d'acqua del fiume Brent.
L'atto del giugno 1795 autorizzava una ramificazione a St Albans: questa però non fu mai costruito.
L'ultima ramificazione autorizzata e costruita è stata la tratta di 8,0 chilometri (5 mi) che porta a Slough, aperta nel 1882.

### Atti del Parlamento
- 33 Geo. III. C. 80, ha ricevuto il Regio Assenso il 30 aprile 1793

Un atto per la realizzazione e il mantenimento di un canale navigabile dalla Oxford Canal Navigation a Braunston, nella contea di Northampton, per raggiungere il fiume Tamigi a o vicino Brentford, nella contea del Middlesex; sono previsti anche alcuni tagli paralleli dal suddetto canale.
- 34 Geo. III. C. 24, ha ricevuto il Regio Assenso il 28 marzo 1794

Un atto per la realizzazione di alcuni canali navigabili dalle città di Buckingham, Aylesbury e Wendover, nella contea di Buckingham, per comunicare con il Grand Junction Canal. La navigazione è stata autorizzata da una legge dell'ultima sessione del Parlamento e per la modifica di tale legge.
- 35 Geo. III. C. 8, ha ricevuto il Regio Assenso il 5 marzo 1795

Un atto per autorizzare la compagnia del Grand Junction Canal a variare il corso di una certa parte di detto canale, nella contea di Hertford, in modo da rendere la navigazione più sicura e conveniente, e per aver apportato alcune altre modifiche e alterazioni in una legge del trentatreesimo anno del Regno di Sua Maestà attuale, per la realizzazione di detto canale.
- 35 Geo. III. C. 43, ha ricevuto il Regio Assenso il 28 aprile 1795

Un atto per la realizzazione di un canale navigabile dal Grand Junction Canal, nel distretto di Norwood, nella contea di Middlesex, a Paddington, nella suddetta contea.
- 35 Geo. III. C. 85, ha ricevuto il Regio Assenso il 2 giugno 1795

Un atto per la realizzazione e l'estensione di un canale navigabile dalla città di Watford, nella contea di Hertford, alla città di St. Alban, nella stessa contea.
- 36 Geo. III. C. 25, ha ricevuto il Regio Assenso il 24 dicembre 1795

Un atto per consentire alla Società dei Proprietari del Grand Junction Canal di terminare e completare lo stesso, i vari tagli e altri lavori da loro autorizzati, in virtù di diversi Atti del Parlamento.
- 38 Geo. III. C. 33, ha ricevuto il Regio Assenso il 26 maggio 1798

Un atto per la conferma e l'esecuzione di alcuni articoli dell'accordo stipulato tra Beilby, Lord Bishop di Londra, Thomas Wood, Esq. Sir John Frederick, Bart. e Arthur Stanhope, Esq. Sir John Morshead, Bart. e Dame Elizabeth sua moglie, Robert Thistlethwaite, Esq. e Selina sua moglie, e la compagnia dei proprietari del Grand Junction Canal; e per altri scopi ivi menzionati.
- 41 Geo. III. C. 71, ha ricevuto il Regio Assenso il 20 giugno 1801

Un atto per consentire alla Società dei Proprietari del Grand Junction Canal di provvedere in modo più efficace allo scarico dei loro debiti e di completare l'insieme dei lavori da loro eseguiti, in applicazione dei vari Atti dei trentatreesimo, trentaquattresimo, trentacinquesimo, trentacinquesimo, trentacinquesimo, trentaseiesimo e trentottesimo anno del Regno di Sua Maestà attuale; e per modificare e ampliare i poteri e le disposizioni di tali atti.
- 43 Geo. III. C. 8, ha ricevuto il Regio Assenso il 24 marzo 1803

Un atto che autorizza la Società dei Proprietari del Grand Junction Canal a raccogliere un'ulteriore somma di denaro per consentire loro di completare i lavori autorizzati ad essere eseguiti, in applicazione dei vari Atti approvati nei trentatreesimo, trentaquattresimo, trentacinquesimo, trentaseiesimo, trentottesimo e quarantunesimo anno del Regno di Sua Maestà attuale; e per emendare, modificare e ampliare i poteri e disposizioni di detti Atti.
- 45 Geo. III. C. 68, ha ricevuto il Regio Assenso il 27 giugno 1805

Un atto per alterare, emendare e ampliare le competenze di alcune leggi per la realizzazione e il mantenimento del Grand Junction Canal.
- 52 Geo. III. C. 140, ha ricevuto il Regio Assenso il 9 giugno 1812

Un atto per spiegare, modificare e ampliare le competenze di alcune leggi approvate per la realizzazione e la manutenzione del Grand Junction Canal.
- 58 Geo. III. C. 16, ha ricevuto il Regio Assenso il 17 marzo 1818

Un atto per consentire alla Grand Junction Canal Company di variare la linea di parte del proprio canale nella contea di Hertford e per modificare e ampliare le competenze di diverse leggi relative a tale canale.
- 59 Geo. III. C. 111, ha ricevuto il Regio Assenso il 22 giugno 1819

An Act to vary and alter certain Acts of his present Majesty, relating to the Grand Junction Canal, the Grand Junction Water Works, and the Regent's Canal, in order to effect an Exchange of Water, for the better Supply of the Regent's Canal Navigation and Grand Junction Water Works.
Un atto per variare e modificare alcuni Atti di Sua Maestà attuale, relativi al Grand Junction Canal, ai Grand Junction Water Works e al Regent's Canal, al fine di effettuare uno scambio d'acqua per una migliore fornitura del Regent's Canal Navigation e Grand Junction Water Works.
L'elenco è incompleto. Tra questi mancano l'atto che autorizza la costruzione del braccio verso Slough, e gli atti del 1928 che autorizzano la formazione del Grand Union Canal.

### Ulteriori sviluppi
Una clausola dei loro atti consentiva al Grand Junction Canal di fornire acqua potabile. Di conseguenza, la Grand Junction Waterworks Company è stata fondata nel 1811, inizialmente prendendo l'acqua dal fiume Colne, dal fiume Brent e da un serbatoio nel North West Middlesex ora noto come Ruislip Lido. Queste acque si sono rivelate insoddisfacenti e l'azienda ha trasferito le sue sorgenti sul Tamigi.
L'importanza del commercio tra Londra e le Midlands ha fatto sì che la concorrenza ferroviaria fosse una minaccia precoce per questo canale rispetto ad altri nel paese. John Rennie ha intrapreso un lavoro di rilevamento nel 1824 per una ferrovia Londra-Birmingham.
Vi erano anche proposte ambiziose per nuovi canali. Nel 1827 fu proposta la creazione di un canale di collegamento tra Londra e Birmingham, dallo Stratford-upon-Avon Canal fino a Braunston. Nel 1832, William Cubitt propose il Central Union Canal dal Worcester and Birmingham Canal vicino a Worcester Bar via Solihull all'Oxford ad Ansty, mentre nel 1833 ci furono proposte per il London and Birmingham Canal, da Stratford direttamente al Regent's Canal, che avrebbe completamente bypassato il Grand Junction Canal. Questo, insieme alle minacce ferroviarie, spinse il Grand Junction Canal ad apportare miglioramenti.
La London and Birmingham Railway fu completata nel 1838 e, ad eccezione del canale di Oxford, i canali sulla tratta Londra-Birmingham cooperarono per ridurre i pedaggi per competere con la ferrovia. Di conseguenza vi fu un aumento del traffico, ma le entrate furono notevolmente ridotte.
Per far fronte ai volumi di traffico, nel 1835 furono raddoppiate le chiuse di Stoke Bruerne e costruiti nuovi serbatoi più grandi a Tring per ovviare a una grave carenza d'acqua. Nel 1848 il Grand Junction entrò nel settore dei trasporti, contrapponendo le sue barche direttamente alla concorrenza ferroviaria. A partire dal 1864 furono acquistati dei narrowboat che, lavorando con grinta, si addentravano fino all'Erewash Canal. Il trasporto fu abbandonato nel 1876 perché non remunerativo.
Nel 1871 le gallerie di Braunston e Blisworth stavano diventando delle strozzature e i rimorchiatori a vapore venivano forniti per il traino delle corde di barche in attesa.
Sotto l'incoraggiamento dei principali trasportatori Fellows Morton and Clayton, nel 1894 la Grand Junction ha acquistato il (vecchio) Grand Union Canal e il Leicestershire and Northamptonshire Union Canal e ha lavorato con altre compagnie di navigazione per incoraggiare maggiormente il traffico verso Londra: la Grand Junction era preoccupata che il traffico fosse ostacolato dalle cattive condizioni e dagli elevati pedaggi del Cromford Canal e del Nottingham Canal, di proprietà delle ferrovie.

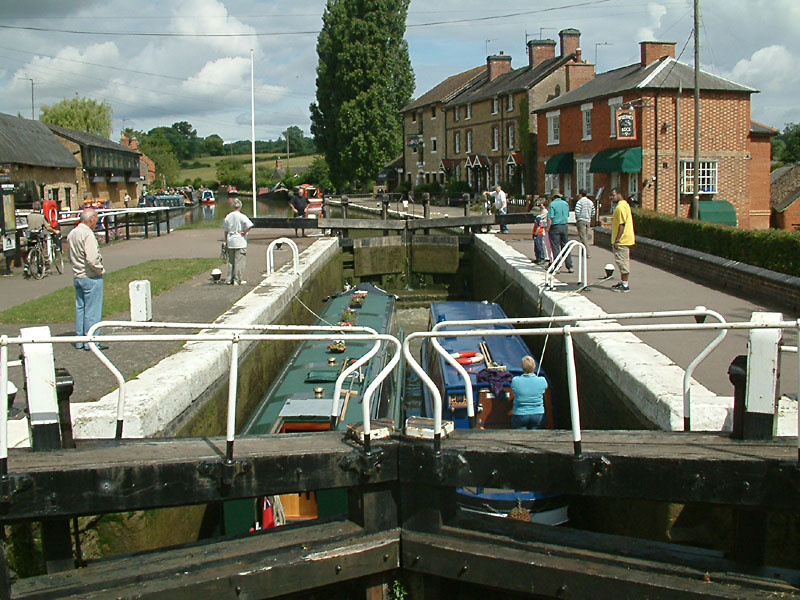
La chiusa superiore a Stoke Bruerne

Uno scivolo è stato aperto nel 1900 a Foxton Locks, come parte di un progetto per consentire alle grandi chiatte di utilizzare il Grand Union Canal e quindi portare più traffico sulla linea principale del Grand Junction Canal dalle Midlands orientali. Era previsto anche l'ampliamento delle chiuse di Watford, ma non sono mai state portate a termine. Si pensò di costruire altri scivoli nell'ambito di un progetto di ampliamento dei canali per trasportare chiatte da 80 tonnellate, ma non vennero mai realizzati.
Con sempre più traffico ferroviario, l'unica arma significativa del canale era il basso pedaggio. Questo ha rallentato il calo dei traffici, ma solo con forti riduzioni delle entrate, si è tenuto conto delle fusioni con altri canali.
Cominciarono a svilupparsi le preoccupazioni circa lo stato di riparazione del canale attraverso Warwick a Birmingham, su cui la Grand Junction dipendeva per un percorso di transito. Nel 1925 iniziarono le discussioni con i tre canali di Warwick e il Regent's Canal, e nel 1926 fu concordata una fusione. Il Regent's Canal acquistò il Grand Junction Canal e i tre canali di Warwick, che dal 1º gennaio 1929 entrarono a far parte del (nuovo) Grand Union Canal.